# ASEAN Football Federation

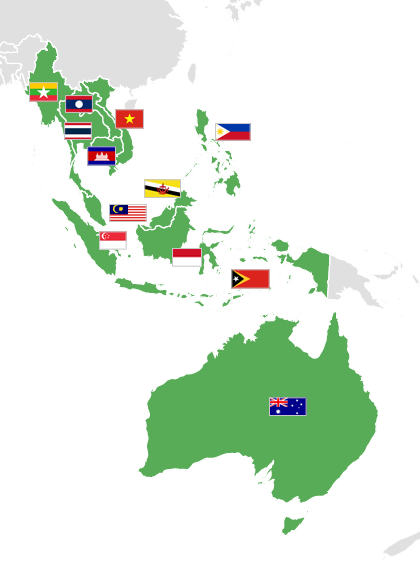
Mapa państw stowarzyszonych w ASEAN Football Federation

ASEAN Football Federation (AFF) – regionalny związek piłkarski, będący częścią Asian Football Confederation. Zrzesza on krajowe związki piłkarskie z Azji Południowo-Wschodniej. ASEAN to angielski skrót od Stowarzyszenia Narodów Azji Południowo-Wschodniej. Została założona w 1982 r. Od 1996 r. federacja organizuje Tiger cup, które są mistrzostwami tego regionu.

## Członkowie
- Brunei – od 1984 r.
- Indonezja – od 1984 r.
- Filipiny – od 1984 r.
- Singapur – od 1984 r.
- Tajlandia – od 1984 r.
- Kambodża – od 1996 r.
- Laos – od 1996 r.
- Mjanma – od 1996 r.
- Wietnam – od 1996 r.
- Timor Wschodni – od 2004 r.
- Australia – od 2013 r.

## Mistrzostwa
- Klubowe Mistrzostwa ASEAN
- Mistrzostwa ASEAN w piłce nożnej
- Mistrzostwa ASEAN w piłce nożnej U-19
- Mistrzostwa ASEAN w piłce nożnej U-16
- Mistrzostwa AFF w piłce nożnej kobiet
- Mistrzostwa ASEAN w piłce nożnej kobiet U-19
- Mistrzostwa ASEAN w piłce nożnej kobiet U-16
- Mistrzostwa ASEAN w futsalu